# Mecapal

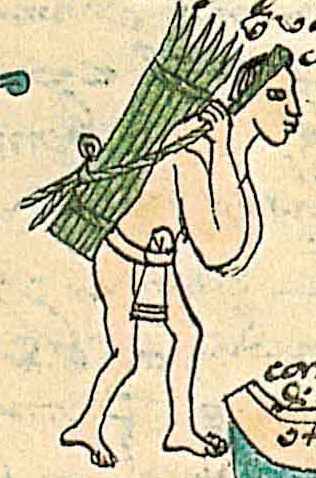
Le folio 60r du codex Mendoza représente un porteur (tlameme) utilisant un mecapal traditionnel.

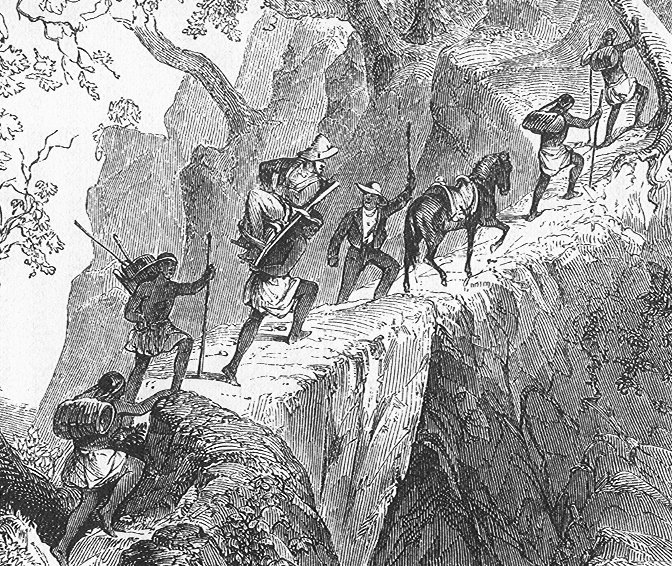
Traveling By Silla, gravure de Frederick Catherwood représentant des indigènes mésoaméricains utilisant des mecapals dans le Chiapas en 1840.

Un mecapal (mot espagnol dérivé du nahuatl mecapalli) est un instrument de portage utilisé depuis une haute antiquité par les peuples de Mésoamérique pour transporter de nombreux produits, et qui continue d'être utilisé traditionnellement par certaines populations d'origine amérindienne.
Il s'agit d'un bandeau de cuir ou, plus traditionnellement, de coton ou d'ixtle (fibre de maguey tissée), d'environ 25 à 40 cm de long et 10 cm de large,, à chaque extrémité de laquelle on attache une corde. Le bandeau se pose sur le front du porteur (appelé mecapalero en espagnol, et plus anciennement tlameme en nahuatl), à une hauteur variable (selon le poids de la charge, la nature du terrain à traverser, la condition physique du porteur et peut-être même selon la forme de son crâne) et les cordes soutiennent la charge. Selon la nature de la charge, le porteur protège parfois son dos avec un sarape calé sous la charge. Pour équilibrer le poids, le porteur doit se pencher vers l'avant.
Selon la fréquence et les conditions d'utilisation du mecapal, l'effort physique peut endommager la colonne vertébrale, en particulier en écrasant les cervicales.